# Šentjanž nad Štorami
Šentjanž nad Štorami – wieś w Słowenii, w gminie Štore. W 2018 roku liczyła 220 mieszkańców.